# Tasos (grad)
Tasos (grčki: Θάσος) je najveće naselje i administrativno sjedište istoimenog otoka Tasos na sjeveru  Grčke.  Gradić otočani zovu Limenas Tasos ili skraćeno samo Limenas (grčki: Λιμένας Θάσου, "Luka Tasosa") da se zna da misle na grad a ne na otok.  Tasos leži na sjeveroistočnom rubu otoka, nasuprot grada Kavala koji je udaljen oko 31 km.

## Povijest
Antički Tasos se nalazio na prostoru gdje je danas luka u 4. stoljeću pr. Kr. Tasos su njegovi stanovnici napustili, zbog učestalih gusarskih napada, tako da je za sedam stoljeća pao u potpuni zaborav. Stanovnici su se povukli u brda unutrašnjosti oko sela Panagia i Potamia. Od antičkog Tasosa - koristili su samo luke; Limenas i Panagia, i polja koja su obrađivali.
Novi život naselja otpočeo je za vrijeme Četvrtog križarskog rata, negdje oko 1123. tu se iskrcao mletački dužd Enrico Dandolo 1204., s križarima. On je koristio luku Panagija kao bazu za daljnje operacije. Dandolo je izgradio kaštel na brdu Pition, pored ruševina antičkih hramova. Uz taj kaštel se razvilo naselje, koje je na svom vrhuncu 1278. imalo 600-800 stanovnika.
Luku i kaštel je 1307. zauzeo đenoveški kondotjer Tedisio Zaccaria, on je obnovio kaštel. Nakon đenovežana otokom i naseljem je ponovno zavladao Bizant, car Ivan V. Paleolog ga je pretvorio u feudalno dobro 1357. zajedno s gradom Kavala na kopnu. Za Bizanta u luci Tasos je izgrađen kaštel čije su se zidine protezale do agore, tako da se Tasos 1394. prostirao na dva odvojena mjesta oko akropole i oko luke.
Sredinom 14. stoljeća Tasos se našao na udaru srpskih despota koji su ga u par navrata napali i opljačkali
Početkom 15. stoljeća Tasos je ponovno u đenoveškim rukama, oni su ojačali citadele na akropoli, i podigli dva bastiona na jugu. U luci su podigli obrambeni toranj visok 28 metara.
Tasos su zauzeli Turci 1459. nakon dugotrajne opsade kaštela pod komandom Kapudan paše Zagana. Nakon zauzimanja grada mnogi stanovnici su deportirani, a 1519. naselje je prezvano po turskom - Limančisar. Za otomanske uprave opet su otpočeli gusarski napadi, tako da se stanovništvo tokom 16. stoljeću i 17. stoljeću ponovno iselilo u planinsko naselje Panagiju i okolna sela.
Tasos je bio bez stanovnika i na početku 19. stoljeća, - napušteno ruševno mjesto obraslo u divlju lozu.:
 Tako da je 1828. jedina kuća u luci bila od mjesnog age uz koju je stajao đenoveški toranj, i nekoliko trgovačkih skladišta. Tad je venecijanski kaštel na brdu još uvijek imao krov i dvije citadele od 10 i 19 m, ali je naselje kod kaštela već bilo u ruševinama.
Početkom 20. stoljeća počinje vraćanje stanovnika iz brda u naselje na obali, tako je 1908. naselje već imalo 170 kuća, pravi polet naselje je doživjelo nakon oslobođenja otoka od otomanske vlasti 1914. Nakon toga otpočeli su arheološka iskapanja u naselju koje je provodila École française d'Athènes.

## Tasos danas
Stanovnici Tasosa bave se uglavnom turizmom, te nešto manje eksploatacijom i obradom mramora i proizvodnjom maslinovog ulja. 
Najveća znamenitost Tasosa su arheološki ostatci antičke agore, koja se nalazi pored arheološkog muzeja, s ostacima helenističkih građevina i ostacima kazališta (koje se rabi ljeti). Na brdu iznad mjesta nalaze se ostatci genoveškog kaštela i temeljima antičke akropole i ostatcima hramova Apolona i Atena.
Tasos ima arheološki muzej s eksponatima pronađenim po cijelom otoku od 7. stoljeća pr. Kr. do 7. stoljeća pr. Kr. 

## Vanjske poveznice
- Tasos  Arhivirana inačica izvorne stranice od 15. siječnja 2011. (Wayback Machine) (engl.)